# Waterzwelmos
Waterzwelmos (Scytinium plicatile) is een korstmossoort uit de familie Collemataceae. Het komt voor op steen en leeft in symbiose met de alg Nostoc.

## Determinatie
Waterzwelmos is een bladvormig korstmos. Het thallus is bruin tot zwart van kleur en in natte toestand opvallend gezwollen. Het heeft afgeronde lobben van 3 mm breed. Het oppervlak is dof, met een vage schors. De isidiën zijn wratachtig.

## Ecologie
Waterzwelmos leeft epilitisch op standplaatsen die met enige regelmaat door zoetwater worden overstroomd. De soort lijkt een optimum te vinden aan de voet van met steen bekleedde dijken.

## Verspreiding
In Nederland is waterzwelmos vrij zeldzaam. Het is niet bedreigd en staat niet op de Nederlandse Rode Lijst.